# Damien Duff
Damien Duff, född 2 mars 1979 i Dublin, Irland, är en före detta fotbollsspelare som senast spelade för Shamrock Rovers. Han har tidigare representerat det irländska landslaget. 
Duff slog igenom i Blackburn Rovers i slutet på 1990-talet och spelade 185 ligamatcher för laget innan han köptes av Chelsea för 17 miljoner pund sommaren 2003. I Chelsea stannade han i tre säsonger innan han såldes till Newcastle United 2006 för 5 miljoner pund. När sedan Newcastle åkte ur Premier League efter säsongen 2008/2009 lämnade han laget för Fulham.

## Klubbkarriär

### Blackburn Rovers
Duff föddes i Ballyboden, County Dublin, Irland, och spelade med Blackburn Rovers som trainee 1996 efter att först ha spelat med Leicester Celtic, Lourdes Celtic och St. Kevin's Boys i skolåldern i Dublin. Debuten med Blackburn gjorde han som 18-åring mot Leicester City. Säsongen 2000/2001 var han med och tog laget tillbaks till Premier League

### Chelsea
Inför säsongen 2003-04 gjorde Chelsea ett flertal bud på Duff. 

### Newcastle United
I juli 2006 skrev han på ett femårskontrakt värt fem miljoner pund för en övergång till Newcastle United.

### Fulham
Efter att endast ha spelat en match för Newcastle under säsongen 2009–10 återvände han till Premier League och skrev på ett treårskontrakt för Fulham.

### Melbourne City
I juni 2014 skrev Duff på ett ettårskontrakt med Melbourne City. I mars 2015 meddelade Duff att han skulle lämna Melbourne City för att återvända till sitt hemland med avsikten att avsluta karriären i League of Ireland.

### Shamrock Rovers
Den 14 juli skrev Duff på för League of Ireland-klubben Shamrock Rovers. Han avslöjade att han skulle donera sin lön till välgörenhet. Efter nio matcher i klubben, meddelade han den 21 december 2015 att han skulle sluta spela fotboll på elitnivå.

## Meriter

### Klubb
Blackburn Rovers
- Engelska Ligacupen: 2001–02

Chelsea
- Premier League: 2004–05, 2005–06
- Engelska Ligacupen: 2004–05
- FA Community Shield: 2005

Fulham
- Intertotocupen: 2006

### Individuellt
- Uefas världslag: 2002